# 谢米布格雷村委员会
谢米布格雷村委员会（俄语：Семибугоринский сельсовет）是俄罗斯联邦阿斯特拉罕州卡梅贾克区所属的一个村委员会。其下辖有3个居民点，行政中心为谢米布格雷。据2015年统计，该村委员会的人口为2576人。